# Saison 2016 des Cubs de Chicago
La saison 2016 des Cubs de Chicago est la 141e saison en Ligue majeure de baseball pour cette franchise.
Elle est couronnée par la conquête de la Série mondiale 2016, remportée 4 matchs à 3 sur les Indians de Cleveland. Il s'agit de la première Série mondiale en 108 ans à être gagnée par les Cubs. Chicago est aussi champion de la Ligue nationale pour la première fois depuis 1945 et champion de la division Centrale de la Ligue nationale après une saison régulière de 103 victoires contre 59 défaites, la meilleure fiche du baseball majeur en 2016, leur meilleure saison depuis les 104 matchs gagnés lors des saisons 1909 et 1910, et leur première saison de 100 victoires depuis 1935.

## Contexte
En troisième place de la division Centrale de la Ligue nationale derrière les 100 victoires des Cardinals de Saint-Louis et les 98 des Pirates de Pittsburgh, les Cubs sont la deuxième équipe la plus jeune du baseball (derrière Houston) en 2015 et remportent 97 victoires contre 65 défaites pour signer leur meilleure performance depuis 2008 et leur première saison gagnante depuis 2009. Qualifiés avec Pittsburgh pour le match de meilleur deuxième, les Cubs passent en séries éliminatoires pour la première fois depuis 2008 et remportent leur premier match éliminatoire depuis 2003. Ils remportent ensuite pour la première fois en 99 ans une série éliminatoire au Wrigley Field de Chicago lorsqu'ils triomphent de Saint-Louis en Série de division. Ils sont éliminés en 4 matchs par les Mets de New York dans la Série de championnat de la Ligue nationale, à laquelle ils participent pour la première fois en 12 ans.

## Calendrier pré-saison
L'entraînement de printemps 2016 des Cubs se déroule du 3 mars au 3 avril.

## Saison régulière
La saison régulière de 162 matchs des Cubs débute le 4 avril 2016 par une visite aux Angels de Los Angeles et se termine le 2 octobre suivant. Le premier match local au Wrigley Field de Chicago oppose les Cubs aux Reds de Cincinnati le 11 avril.

### Classement
| Ligue nationale division Centrale | V   | D  | %    | Diff. | Diff. (séries) |
| --------------------------------- | --- | -- | ---- | ----- | -------------- |
| Cubs de Chicago                   | 103 | 58 | ,640 | -     | -              |
| Cardinals de Saint-Louis          | 86  | 76 | ,531 | 17½   | 1              |
| Pirates de Pittsburgh             | 78  | 83 | ,484 | 25    | 8½             |
| Brewers de Milwaukee              | 73  | 89 | ,451 | 30½   | 14             |
| Reds de Cincinnati                | 68  | 94 | ,420 | 35½   | 19             |

### Avril
- 8 avril : Entré violemment en collision avec Dexter Fowler au champ extérieur lors d'un match à Phoenix face aux Diamondbacks de l'Arizona, Kyle Schwarber des Cubs subit une sérieuse blessure au genou qui met un terme à sa saison 2016 après seulement deux matchs joués[12].

## Affiliations en ligues mineures
| Niveau            | Équipe                   | Ligue                         |
| ----------------- | ------------------------ | ----------------------------- |
| AAA               | Cubs de l'Iowa           | Ligue de la côte du Pacifique |
| AA                | Smokies du Tennessee     | Southern League               |
| A-Advanced        | Pelicans de Myrtle Beach | Florida State League          |
| A                 | Cubs de South Bend       | Midwest League                |
| A (saison courte) | Emeralds d'Eugene        | Northwest League              |
| Ligue des recrues | Arizona League Cubs      | Arizona League                |
| Ligue des recrues | DSL Cubs                 | Dominican Summer League       |
| Ligue des recrues | VSL Cubs                 | Venezuelan Summer League      |